# Arden (New York)
Arden is een plaats nabij de grens tussen de steden Tuxedo en Monroe in de staat New York van de Verenigde Staten.
De plaats heette oorspronkelijk Greenwood en was bekend door de metaalfabriek van de broers Robert en Peter Parrott, bekend van de Parrott rifle.
De Greenwood Furnace werd tijdens de Amerikaanse Burgeroorlog opgestart en produceerde het metaal voor de Parrott rifle, die gebouwd werd in Cold Spring (New York). Diezelfde broers lieten de St. Johns Episcopal Church in Arden bouwen. De ijzerindustrie ging teniet tegen het einde van de 19e eeuw.
De huidige naam is afgeleid van het landhuis van spoorwegmagnaat Edward H. Harriman, gebouwd eind 19e eeuw. Dit landhuis is geklasseerd als National Historic Landmark, maar niet toegankelijk voor het publiek.